# Gustaf Wilhelm Becker
Gustaf Wilhelm Becker, född 31 december 1815 i Stralsund, död 21 januari 1875 i Alfta, var en svensk orgelbyggare och snickargesäll i Alfta. Byggde orglar i Dalarna på 1860-talet och 1870-talet. Anlitades ofta för reparationer.

## Biografi
Becker föddes 31 december 1815 i Stralsund och var son till instrumentmakaren Henrik Gottlieb Becker och Catharina Margareta Siverts. Familjen bosatte sig i Ystad omkring 1820 och bodde där fram till 1822. Becker dömdes 1841 för stöld och satt inne ända fram till 1843. Han gifte sig 28 maj 1845 i Alfta med Margareta Appelgren.Becker flyttade 1845 till Kyrkbyn i Alfta socken. Becker avled 21 januari 1875 i Alfta.

## Lista över orglar
| År              | Ursprunglig kyrka    | Stift    | Bild | Manualer | Pedal | Stämmor | Bevarad orgel/fasad | Övrigt |
| --------------- | -------------------- | -------- | ---- | -------- | ----- | ------- | ------------------- | --- |
| ?               | Venjans kyrka        | Västerås |      |          |       |         | Nej/Nej             | En ny orgel sattes upp 1879 och kom från Lima kyrka. Den var byggd 1870 av Per Björling, Lima. |
| 1866            | Gagnefs kyrka        | Västerås |      |          |       | 4       | Ja/Ja               | Orgeln sattes upp 1888 i Solleröns kyrka. Den ersattes 1910 av en ny orgel byggd av E A Setterquist & Son, Örebro. Beckers orgel såldes till en privatperson, men köptes senare åter till Solleröns kyrka.                                                                              |
| 1869 eller 1870 | Åls kyrka            | Västerås |      | 1        | -     | 4       | Ja/Ja               | 1909 byggdes en ny orgel av E A Setterquist & Son, Örebro. Beckers orgel köptes på 1920-talet av Oskar Lindberg. Den såldes av Lindbergs familj till Floda kyrka där den användes som kororgel. Orgeln är mekanisk. 1985 renoverades orgeln av A Magnussons Orgelbyggeri AB, Mölnlycke. |
| 1872            | Envikens gamla kyrka | Västerås |      | 1        | -     | 6       | Ja/Ja               | Orgeln är mekanisk. Den renoverades 1950 av Bröderna Moberg, Sandviken. |

### Reparationer och omdispositioner
| År              | Ursprunglig kyrka | Stift    | Bild | Manualer | Pedal | Stämmor | Bevarad orgel/fasad | Övrigt |
| --------------- | ----------------- | -------- | ---- | -------- | ----- | ------- | ------------------- | --- |
| 1872 eller 1871 | Garpenbergs kyrka | Västerås |      |          |       |         |                     | Ombyggnation av orgeln. Omdisponering av orgeln. |
| 1872            | Svärdsjö kyrka    | Västerås |      |          |       |         | Ja/Ja               | Omändrade en orgel från 1738. Den var byggd av Daniel Stråhle. Den hade tidigare omändrats 1774 och 1808 av Fredrik Salling, Svärdsjö. Orgeln såldes till Bingsjö kapell, där den omändrad sattes upp 1906. Beckers två stämmor finns dock kvar. |
| 1873            | Husby kyrka       | Västerås |      |          |       |         |                     | Ombyggnation av orgeln. Omdisponering av orgeln. |